# Els Witte
Elsa (Els) barones Witte (Borgerhout, 30 september 1941) is een Belgisch historica, gespecialiseerd in de hedendaagse geschiedenis. Zij is emeritus-hoogleraar aan de Vrije Universiteit Brussel.

## Loopbaan
Witte studeerde aan de Rijksuniversiteit Gent en startte er haar wetenschappelijke carrière als assistent. In 1974 werd ze hoogleraar aan de Vrije Universiteit Brussel (VUB) en gaf er de vakken Politieke Geschiedenis van België, Maatschappijen en instellingen van de hedendaagse periode, Toepassingen van de historische kritiek en Politieke functies van de massacommunicatie. Van 1994 tot 2000 was Witte eveneens rector van de VUB, ze was daarmee de tweede vrouwelijke rector in België, na Marie De Groodt-Lasseel.
Sinds 1988 is Witte lid van de Koninklijke Vlaamse Academie van België voor Wetenschappen en Kunsten. Binnen de academie is Witte sinds 2007 voorzitter van het Vlaams Instituut voor Geschiedenis (VIGES) dat onder meer de publicatie van het Nationaal Biografisch Woordenboek ondersteunt. In 2009 werd zij opgenomen als lid in de Academia Europaea.
Van 1988 tot 1994 was Witte voorzitter van de raad van bestuur van de BRT, de Belgische Nederlandstalige publieke omroep.
Els Witte was in 1977 oprichter en directeur van het Centrum voor de Interdisciplinaire Studie van de Brusselse Taaltoestanden (BRUT), sinds 2005 is deze onderzoeksgroep omgevormd tot het Brussels Informatie-, Documentatie- en Onderzoekscentrum (BRIO).
Witte was lid van de Coudenberggroep, Belgische denktank die de federale staatsstructuur aanmoedigde.

### Adeldom
Op 24 april 1998 werd aan Witte persoonlijke adeldom met de persoonlijke titel van barones verleend. Eerder was ze al benoemd tot ridder in de Leopoldsorde en in de Orde van Leopold II. Bij het verleende wapen koos ze als wapenspreuk Memoria constans.

## Publicaties (selectie)
- Strijden om taal. De Belgische taalkwestie in historisch perspectief, met medeauteur Harry Van Velthoven, Uitg. Pelckmans, Kapellen, 2010, 224 p., ISBN 978-90-289-5622-3 (herziene editie van hun boek uit 1998, Taal en politiek. De Belgische casus in historisch perspectief)
- Voor vrede, democratie, wereldburgerschap en Europa. Belgische historici en de naoorlogse politiek-ideologische projecten, Pelckmans, Kapellen, 2009, 389 p. ISBN 978-90-289-4875-4.
- De constructie van België : 1828-1847, LannooCampus, Leuven, 2006, 214 p. ISBN 90-209-6678-2.
- met Alain Meynen en anderen, De geschiedenis van België na 1945, Standaard, Antwerpen, 2006, 576 p. ISBN 90-02-21963-6.
- met Emmanuel Gerard, Eliane Gubin en Jean-Pierre Nandrin, Geschiedenis van de Belgische Kamer van Volksvertegenwoordigers : 1830-2002, Kamer van Volksvertegenwoordigers, Brussel, 2003, 517 p. ISBN 90-8074-204-X.
- met Machteld De Metsenaere, Anja Detant, en anderen, Het Brussels Hoofdstedelijk Gewest en de taalwetgeving, VUBPress, Brussel, 1998, 158 p. ISBN 90-5487-190-3.
- met Patricia Van den Eeckhout, en met medewerking van Jean-Claude Burgelman, Luc François et Marianne Meire, Bronnen voor de studie van de hedendaagse Belgische samenleving, Vrije Universiteit Brussel. Studiecentrum voor de Informatiebronnen betreffende de Maatschappijwetenschappen, Brussel, 1990, 344 p.
- met José Gotovitch, redactie van het themanummer van het Belgisch Tijdschrift voor Nieuwste Geschiedenis van 1987 over 'België en de Spaanse Burgeroorlog'.
- met Patricia Van den Eeckhout, en met medewerking van Jean-Claude Burgelman, Luc François et Marianne Meire, Bronnen voor de studie van de hedendaagse Belgische samenleving, DNB/Pelckmans, Antwerpen-Amsterdam, 1986, 672 p. ISBN 90-289-1128-6.
- met Hugo De Schampheleire en Fernand V. Borné, Bibliografische bijdrage tot de geschiedenis der Belgische Vrijmetselarij, 1798-1855 — Essai bibliographique relatif à l'histoire de la Franc-Maçonnerie belge, 1798-1855, Aurelia, Leuven, 1973, 198 p.
- Els Witte, De Belgische vrijdenkersorganisaties (1854-1914) : Ontstaan, ontwikkeling en rol, Vrije Universiteit Brussel. Centrum voor de Studie van de Verlichtingen van het Vrije Denken, Brussel, 1977.
- met Els Deslé en Ron Lesthaeghe, Denken over migranten in Europa, VUBPress, Brussel, 1993, 230 p. ISBN 90-5487-028-1.
- Els Witte, "De Belgische revolutionairen van 1830 en de constructie van de natiestaat" hoorcollege op cd met boekje, Algemeen-Nederlands Verbond, Den-Haag, 76 pagina's, ISBN 978-90-805255-6-6.
- Els Witte, Het Verloren Koninkrijk. Het harde verzet van de Belgische orangisten tegen de revolutie, 1828-1850, Antwerpen, 2014, 688 p; ISBN 978-90-8542-6561.
- Els Witte, Belgische republikeinen. Radicalen tussen twee revoluties (1830-1850), uitg. Polis, 2020, 432 p.
- Els Witte, Natievorming in België: Tweehonderd jaar historische representaties rond 1830, uitg. Manteau, 2024, 494 p.